# Су-34
Су-34 (изделие Т-10В; по кодификации НАТО: Fullback «защитник») — советский и российский многофункциональный фронтовой сверхзвуковой истребитель-бомбардировщик, предназначенный для нанесения ударов авиационными средствами поражения по целям противника в оперативной и тактической глубине с сосредоточением основных усилий на удалении 150—600 км от линии боевого соприкосновения в условиях сильного противодействия средствами противовоздушной обороны противника и применения современных средств радиоэлектронной борьбы, а также поражения воздушных целей противника днём и ночью в простых и сложных метеорологических условиях.

## История создания
Самолёт создавался в качестве замены фронтовому бомбардировщику Су-24, успешно применяемому в вооружённых конфликтах последних лет.
Разработка самолёта началась 19 июня 1986 года под кодовым названием Т-10В (Су-27ИБ «истребитель-бомбардировщик»). В качестве основы для разработки самолёта была взята база проекта успешного истребителя Су-27, по сравнению с ним была увеличена бомбовая нагрузка и запас топлива. Разработка самолёта велась на фоне существования у вероятного противника большого количества современных истребителей четвёртого поколения типа F-15 и F-16 и, соответственно, возникающей необходимости для разрабатываемого самолёта способности ведения оборонительного воздушного боя с равными возможностями для самолётов 4 поколения. При разработке самолёта была применена аэродинамическая схема «продольный триплан», позволяющая увеличить манёвренные возможности летательного аппарата по сравнению с обычной схемой.
Первый полёт Т-10В-1 — прототипа Су-34, состоялся 13 апреля 1990 года. В 1993 году поднялся в воздух самолёт, построенный на серийном заводе — Новосибирском АПО имени Чкалова. Первый публичный показ самолёта под обозначением Су-32ФН состоялся весной 1995 года во Франции на международном авиасалоне в Ле Бурже. Затем были произведены опытные самолёты в количестве двух лётных и одного образца для стенда статических испытаний. После них последовали предсерийные самолёты в количестве 6 лётных и ещё одного образца для стенда статических испытаний (в последующем, шестой предсерийный самолёт доработан до серийного образца, который теперь базируется в 929-й ГЛИЦ Ахтубинска).
Первый полёт серийного самолёта Су-34, построенного в рамках государственного заказа для ВВС России, состоялся 12 октября 2006 года с аэродрома «НАПО им В. П. Чкалова». Самолёт пилотировали лётчики-испытатели Евгений Рудакас и Рустем Асадуллин.
Государственная программа испытаний проходила с 30 октября 2006 года по 19 сентября 2011 года в несколько этапов, одновременно с производством самолёта.
20 марта 2014 года Су-34 был принят на вооружение ВВС РФ.

## Конструкция
Двухместный самолёт Су-34 с двумя серийными ТРДД АЛ-31Ф имеет свободнонесущее механизированное по передней и задней кромкам адаптивное крыло, двухкилевое вертикальное оперение, переднее горизонтальное оперение (ПГО), цельноповоротный стабилизатор, трёхопорное шасси. Основные опоры имеют двухколёсную тележку с размещением колёс по схеме «тандем». Фюзеляж самолёта выполнен по интегральной схеме, головная часть которого начинается с радиопрозрачного обтекателя, имеющего эллиптическую форму с острыми боковыми кромками. Среднерасположенное трапециевидное крыло небольшого удлинения, оснащённое развитыми наплывами, на которых установлены консоли ПГО, плавно сопрягается с фюзеляжем, образуя единый несущий корпус, чем обеспечиваются высокие значения аэродинамического качества и коэффициента подъёмной силы самолёта. Бронированная двухместная кабина экипажа выполнена в виде единой бронекапсулы и обеспечивает размещение лётчика и штурмана рядом. Вход в неё осуществляется через нишу передней опоры шасси с помощью встроенного трапа.
Разработка самолёта велась с учётом современных требований по снижению эффективной площади рассеяния (ЭПР). С этой целью при производстве самолёта применены композитные материалы, позволяющие снизить уровень отражения радиолокационных волн за счёт радиопоглощающих покрытий, при проектировании интегральной аэродинамической схемы исключались аэродинамические гребни (подфюзеляжные кили) и специально рассчитывалась геометрия планера.
Передняя часть самолёта приплюснутой формы, получившей прозвище «Утёнок», оборудована двухместной кабиной, в которой реализованы методы повышения комфортности для экипажа при длительной продолжительности полётов.
По утверждению представителей ОКБ им. П. О. Сухого Су-34 при полётах на малых высотах имеет степень радиолокационной заметности на уровне крылатой ракеты.
| крылатой ракеты | самолёта-невидимки F-117 | фронтового бомбардировщика | бомбардировщика В-52 | истребителя |
| --------------- | ------------------------ | -------------------------- | -------------------- | ----------- |
| менее 1         | 0,3—0,4                  | 7—10                       | 100                  | 3—12        |

### Планер
См. планер Су-27
Самолёт представляет собой продольный триплан, который имеет интегральную компоновку. Крыло, трапециевидное в плане, интегрально сопряжено с фюзеляжем и имеет стреловидность по передней кромке — 42°. Перед крылом установлено дополнительное горизонтальное оперение, которое выполнено цельноповоротным. Оперение — вертикальное двухкилевое. Стабилизатор — дифференциально отклоняемый. Силовые установки размещаются в двух гондолах, установленных в центроплане. Носовая часть фюзеляжа в сечении имеет эллипсоидную форму, здесь размещена бортовая радиолокационная станция. В хвостовой части фюзеляжа, между двигателями расположен отсек с радиоэлектронным оборудованием.

### Кабина самолёта
Двухместная кабина с расположением сидений вряд: лётчик и штурман-оператор размещаются рядом. Такая компоновка кабины позволила избавиться от дублирования некоторых приборов и органов управления, а также облегчила взаимодействие членов экипажа и обеспечила приемлемые эргономические и санитарные нормы, возможность для отдыха и питания в ходе многочасового полёта. Габариты кабины позволяют одному из членов экипажа встать в полный рост[сколько см?].
С целью повышения живучести самолёта и защищённости экипажа внешний корпус кабины самолёта выполнен из бронированной оболочки из титанового сплава. При её разработке учитывались недостатки, выявленные в ходе боевого применения самолётов Су-25. Толщина брони Су-34 — 17 мм. Масса бронирования Су-34 составляет 1480 кг, что почти в 1,5 раза больше, чем у Су-25. Отличительной особенностью бронирования Су-34 от Су-25 является выполнение брони полностью из титанового сплава, без алюминиевых и стальных плит. Кабина имеет бронированное остекление.
Кабина самолёта оборудована двумя катапультными креслами К-36ДМ, позволяющими выполнять катапультирование во всём диапазоне высот и скоростей полёта, а также с земли (включая руление). Вход в кабину выполнен через нижний люк по ступенькам. Люк расположен вблизи передней стойки шасси.
Системы обеспечения жизнедеятельности экипажа
Для обеспечения эффективной работы экипажа при полётах на максимальную дальность и продолжительность (с дополнительными подвесными топливными баками на дальность до 7000 км) Су-34 оборудован следующими системами обеспечивания жизнедеятельности, повышающими комфортность:
- ассенизационное устройство — биотуалет[4];
- герметичная кабина с кислородной системой, обеспечивающей выполнение полётов без кислородных масок до высоты 10 000 м[4];
- система кондиционирования и отопления кабины[4];
- кухонный отсек (мини-кухня), устройство для разогрева еды и термосы для хранения пайков и воды[4];
- пространство, расположенное за креслами, позволяющее выпрямиться в полный рост[4];

Центральная вычислительная управляющая система
Включает в себя:
- рабочее место штурмана-оператора с двумя многофункциональными цветными индикаторами
- центральный компьютер
- мультиплексная шина передачи данных[9]

Гидравлическая система состоит из двух автономных систем: первой и второй ГС.

### Шасси
Схема шасси разрабатывалась с учётом возможности применения самолёта Су-34 с грунтовых аэродромов. На самолёте применено новое тележечное шасси с тандемным расположением колёс на основных опорах, что обеспечивает самолёту хорошую проходимость по плохо подготовленным аэродромам. Передняя стойка шасси полурычажного типа усилена и оснащена двумя колёсами. Основные опоры убираются в ниши на центроплане с разворотом тележек. Задние стойки оснащены тормозными системами.
Для дополнительного торможения при посадке применяется тормозной парашют, размещённый в контейнере на верхней части фюзеляжа. Перед выпуском парашютов контейнер выдвигается из фюзеляжа.

### Двигатель
Самолёт оборудован двумя двигателями ТРДДФ АЛ-31Ф, имеющими 12500 кгс тяги каждый и позволяющими развивать скорость до 1900 км/ч.
Самолёт оснащён вспомогательной газотурбинной силовой установкой ТА14-130-35, позволяющей осуществлять автономный запуск двигателей без использования наземных средств запуска. Наличие автономного источника питания позволяет использовать самолёт с неподготовленных аэродромов, не имеющих оборудования для запуска, что существенно расширяет радиус боевого действия

### Топливная система
Топливо размещено на самолёте в трёх фюзеляжных баках, в одном баке в центроплане и двух баках в консолях крыла. Топливная система оснащена насосами, которые поставляют топливо к двигателям, независимо от расположения самолёта в воздухе. На перегонах устанавливаются дополнительные баки, которые в случае необходимости можно сбросить прямо во время полёта. Самолёт оснащён убирающейся топливоприемной штангой, что позволяет производить дозаправку топливом в полёте. Дозаправку можно осуществлять с танкеров типа Ил-78.
Топливная система самолёта обеспечивает подачу топлива к двигателям из баков с заданной очерёдностью их выработки на всех режимах работы двигателей. Кроме того, на топливную систему возложена вспомогательная функция, связанная с использованием хладоресурса топлива — охлаждение рабочих тел системы кондиционирования, гидросистем и системы охлаждения генераторов электрического тока. Топливная система эксплуатируется на топливах Т-1, ТС-1, РТ (ГОСТ 10227—86), а также на их смеси в любой пропорции. Топливо на самолёте размещено: в баке № 1, расположенном ШП№ 18-28; в баках № 2 и № 5, расположенных в центроплане; в баке № 2Ц, расположенном над центропланом, в баке № 3, состоящем из двух отсеков, расположенных в правом и левом крыльях; в баке № 4, расположенных в хвостовой части фюзеляжа, между правым и левым двигательными отсеками; в баке № 6, состоящем из двух отсеков, расположенных в правой и левой хвостовых балках и в подвесных баках, два из которых расположены под крыльями и один под центропланом.
Топливные баки № 1,2,2С,3,4,5,6 представляют собой герметизированные отсеки планера самолёта. Бак № 5 является расходным баком. Бак № 5 стенкой № 2 делится на передний предрасходный отсек (5ПРО) и задний — расходный отсек (5РО).
Заправка топливом
Самолёт может быть заправлен топливом двумя способами: открытым — через заливные горловины и закрытым — под давлением. Открытая заправка производится через заливные горловины, установленные соответственно на баках № 1,4 и на правом и левом баках № 3.
Бак № 6 открытым способом не заправляется. Баки № 2 и № 5 заправляются из бака № 1 самотёком.
Количество топлива при открытой заправке проверяется визуально по уровню через заливные горловины и по показаниям указателя расходомера топливозаправщика. Заправка открытым способом применяется только при отсутствии специализированных топливозаправщиков.
При установке подвесных баков ФПБ и КПБ, заправка их осуществляется только открытым способом пистолетом через заливные горловины каждого ПТБ.
Заправка закрытым способом является основной и применяется во всех случаях нормальной эксплуатации самолёта. Заправка закрытым способом осуществляется путём подсоединения наконечника топливозаправщика к бортовому штуцеру заправки.

### Система автоматического пожаротушения
Для повышения живучести самолёт оборудован системой автоматического пожаротушения, а также средствами дублирования и экранирования всех систем. Топливные баки защищены от пожара и взрыва за счёт заполнения пенополиуретаном с открытыми ячейками, технология применения которого базируется на изоляции топлива от воздуха за счёт эффекта «капсулирования», что препятствует образованию горючей паровоздушной смеси при повреждении топливных баков.

### Пилотажно-навигационный комплекс
Включает инерциальную навигационную систему, скомплексированную с приёмником спутниковой навигационной системы, а также средства радионавигации. Для управления самолётом используется цифровая многоканальная система дистанционного управления «СДУ». Система автоматически отслеживает текущие значения угла атаки и перегрузки, в автоматическом режиме управляет положением ПГО (Переднее горизонтальное оперение), обеспечивая гашение колебаний самолёта в плоскости тангажа.
Система активной безопасности, внедрённая на бомбардировщике, автоматически предотвращает выход на недопустимые полётные режимы и столкновение с землёй при маловысотном полёте. Имеется режим приведения к горизонту и выведения из штопора.

### Радиолокационная станция
РЛС переднего обзора
Радиолокационная станция самолёта Су-34 Ш-141 предназначена для обнаружения наземных и воздушных целей.
Дальность обнаружения:
- крупных наземных целей до 200—250 км[23],
- типовых наземных целей до 150 км[23],
- с идентификацией типа цели как «потенциальные танки и БМП на гусеничном ходу» до 75 км[23],
- крупных воздушных целей без стелс-технологий типа «транспортные самолёты» составляет до 250 км[24],
- малых воздушных целей типа «истребитель» до 90 км.[23].

РЛС поддерживает сопровождение до 10 целей (одновременно) и обстрел до 4 целей (одновременно), а также рассчитана на ассистирование наведению ракет «воздух-воздух» с собственными радарами путём «подсветки цели» для РВВ-АЕ и Р-27. Для ракеты ближнего боя Р-73 c инфракрасной ГСН РЛС обеспечивает выдачу первоначальных координат цели.
РЛС имеет функцию для выполнения полёта на предельно малых высотах с автоматическим огибанием рельефа местности TFR.
РЛС заднего обзора
В ходе разработки и постановки в серию неоднократно декларировалось наличие на самолёте РЛС обзора задней полусферы, расположенной в хвостовой балке.. Известно, что именно из-за планов об установке данной системы была значительно увеличена хвостовая балка самолёта. Кроме того, известно наименование РЛС — Н012.
Впрочем, официально о наличии либо отсутствии данной РЛС информации нет; по данным российского историка авиации Николая Якубовича, РЛС Н012 не вошла в итоговый состав радиоэлектронного вооружения Су-34 и не устанавливается на серийных самолётах по состоянию на 2018 год, а отсек РЛС занимает вспомогательная силовая установка мощностью 100 кВт. Тем не менее, эксперт упоминает, что в теории возможна замена ВСУ, расположенной в данный момент в законцовке хвостовой балки, на Н012 в ходе глубокой модернизации проекта.

### Подвесное разведывательное оборудование
В варианте использования Су-34 как самолёта разведки предусмотрено использование подвесного оборудования — подвесного универсального контейнера разведки (УКР) «Сыч», который разработан в трёх вариантах, в зависимости от вида разведки:
- радиотехнический;
- радиолокационный;
- оптический.

### Средства радиоэлектронной борьбы и подавления комплексов ПВО
Для активного противодействия радиолокационным станциям наведения противника в случае своего обнаружения Су-34 оборудован комплексом радиоэлектронной борьбы, который уменьшает вероятность поражения Су-34 системами с радиолокационным наведением примерно в 30 раз. Оснащение комплекса самолёта близко к оснащению специализированных самолётов РЭБ. Мощность комплекса РЭБ на Су-34 по оценке западных экспертов примерно аналогична уровню оборудования самолётов EF-111A и EA-18G.
Комплекс РЭБ Су-34 имеет приёмники облучения внешней РЛС и может использовать модули РЭБ Хибины (изделие Л-175В) или Л005-С Сорбция-С.
Для огневого поражения РЛС систем ПВО противника Су-34 может использовать ракеты Х-58, X-15П, Х-31П на дальностях до 120—160 км и Х-31ПД на дальностях 180—250 км.
Практическая эффективность комплекса РЭБ была проверена во время военного конфликта в Грузии, где Су-34 использовался как самолёт радиоэлектронной борьбы.

### Средства наведения бомб и ракет по наземным целям
Для применения авиационных средств поражения самолёт оборудован прицельным комплексом, который позволяет производить поиск и поражение целей с помощью радиолокационной системы. Одной из систем комплекса является оптическая система «Платан», с помощью которой происходит наведение на цель ракет «воздух-земля» типа Х-29Л, управляемых бомб КАБ-500-Л и КАБ-1500-Л с лазерными ГСН, требующими подсветки цели. Версии ракеты Х-29Т и бомб КАБ-500Кр не требуют дальнейшего наведения комплексом Су-34 после получения начальных координат цели, наведение на цель далее происходит через распознавание ТВ-камерой в ГСН.
Применяемый для поражения обычными средствами поражения (обычные (неуправляемые) бомбы, неуправляемые ракеты) прицельный комплекс самолёта обеспечивает точность, сопоставимую с применением дорогостоящего высокоточного оружия. Такая эффективность применения обычных средств поражения отмечена экспертами НАТО на основе опыта применения Су-34 в Сирии. При этом экспертами НАТО отмечается сравнительно низкая стоимость бомбардировок по сравнению с использованием управляемых бомб (Стоимость бомб типа BGL составляет около $100 000 за единицу, их российский аналог КАБ-500С стоит около 3 миллионов рублей, что в среднем в 3 раза дороже обычной бомбы. Скопившиеся в РФ большие запасы обычных бомб, оставшиеся в наследство от СССР, позволяют снизить стоимость высокоточного боевого применения Су-34.
Возможности самолёта позволяют применять бомбы и ракеты номенклатуры НАТО с использованием производимого ПО «Уральский оптико-механический завод» имени Э. С. Яламова (УОМЗ) по лицензии французской Thales Group модуля Damocles. Данный модуль позволяет применять высокоточные системы поражения стандартов НАТО. Разработка данного модуля в сотрудничестве с Thales Group по Damocles была вызвана необходимостью исполнения контракта с Малайзией на поставку самолётов Су-30, но впоследствии предусмотрено для применения на Су-34. Модуль, выполненный в варианте подвесного контейнера, позволяет применять управляемые бомбы серии BGL, обнаруживать оптическими средствами бронированную технику на дальности до 27 км, управлять наведением по лазерному каналу управляемых бомб и ракет на дальности до 16 км. Помимо использования номенклатуры боеприпасов НАТО технологии Damocles приспособлены к применению российских боеприпасов.

## Производство и поставки
Серийное производство самолёта налажено на Новосибирском авиационном заводе 20 апреля 2005 года.
Первые два серийных Су-34 по первому контракту 2005 года (на 5 серийных самолётов) были получены 18 декабря 2006 года. Дальнейшая поставка Су-34 Министерству обороны проводилась по подписанным контрактам 2008 года стоимостью 33,6 млрд рублей на поставку 32 самолётов, 2012 года — на поставку до 2020 года 92 самолётов Су-34.
В перспективе дальнейшая поставка Су-34 Министерству обороны будет проводиться по контракту 2020 года на поставку 24 самолётов.
В 2019 году Алжир заключил контракт на поставку 14 самолётов Су-34.
Варианты окраски серийных Су-34

## Модификации
| Название модели   | Краткие характеристики, отличия. |
| ----------------- | --- |
| Су-32             | Экспортная модификация. |
| Су-34М / Су-34НВО | Модификация базовой версии, полученная в результате выполнения ОКР «Сыч». Заключён предварительный контракт с МО РФ на производство 76 самолётов до 2027 года |

## На вооружении
Россия
- ВВС России — 102 единицы Су-34 и около 22 единиц Су-34М по состоянию на 2024 год[60].
  - 47-й гвардейский бомбардировочный авиационный полк (аэродром Балтимор, Воронежская область) — 24 единицы (2 эскадрильи)[61];
  - 277-й гвардейский бомбардировочный авиационный полк (аэродром Хурба, Хабаровский край) — 24 единицы (2 эскадрильи)[62][63]
  - 559-й гвардейский бомбардировочный авиационный полк (аэродром Морозовск, Ростовская область) — 36 единиц (3 эскадрильи)[64]
  - 2-й гвардейский смешанный авиационный полк (аэродром Шагол, Челябинская область) — 24 единицы (2 эскадрильи)[65][66][67][68][69][70]
  - Авиационная группа ВВС России в Сирии (аэродром Хмеймим, Латакия) 4 самолёта Су-34[71] из различных формирований ВКС России.
  - В центрах боевого применения и НИИ:
    - 968-й отдельный смешанный авиационный полк Липецкого центра подготовки авиационного персонала и войсковых испытаний имени В. П. Чкалова (аэродром Липецк-2, Липецкая область) — 12 единиц (1 эскадрилья);
    - Государственный лётно-испытательный центр имени В. П. Чкалова (Ахтубинск, Астраханская область) — 4 единицы.

## Оценка боевых возможностей
Су-34 несёт вдвое большую бомбовую нагрузку, чем Су-24М. Также Су-34 обладает манёвренностью как у истребителя, что позволяет ему быстро менять положение в воздухе для более удобной позиции в атаке или уклонении от неё.
Немаловажным фактом являются большой боевой радиус (600—1130 километров).
РЛС Су-34 позволяет эффективно обнаруживать цели типа «танк», что позволяет ему эффективно выполнять задачу по уничтожению небольших целей, с которой большинство других типов бомбардировщиков с трудом справляется. Таким образом самолёт может выполнять функцию штурмовика Су-25. Также самолёт способен использовать противокорабельные крылатые ракеты Х-35 и авиационные ракеты Х-59. В дополнение к данному вооружению возможно использовать противорадиолокационные ракеты Х-31А.
Взаимозаменяемость многих агрегатов с семейством самолётов Су-27 упрощает производство, обслуживание, ремонт и стоимость фронтового бомбардировщика.

## Боевое применение

### Война в Грузии
Впервые Су-34 в количестве двух единиц применялся в ходе боёв на территории Южной Осетии в августе 2008 года. Самолёты использовались для прикрытия действий ударной авиации, ведя радиоэлектронную борьбу с элементами грузинской ПВО при помощи станции помех «Хибины». Для подавления РЭС Су-34 ставил помехи из боевых порядков, что не позволяло ЗРК Грузии успешно проводить отстройку от помех, также принимал участие в обеспечении вылета, в котором Су-24М противорадиолокационной ракетой Х-58у уничтожил ключевую РЛС 36Д6-М у села Шавшвеби под Гори.

### Военная операция России в Сирии
Во время военной операции России в Сирии 6 самолётов Су-34 в составе Авиационной группы ВКС России в Сирии применяются с 30 сентября 2015 года. Первые удары с высоты 5000 м были нанесены по объектам террористической группировки «Исламское государство» в районе населённых пунктов Мадан-Джадид и Ракка; в результате командный пункт боевиков и инфраструктура для подготовки террористов были полностью уничтожены..
С 16 августа 2016 года по договорённости с правительством Ирана Авиационной группой стал использоваться аэродром Хамадан, на который были перебазированы Су-34 и Ту-22М3 из Южного военного округа. По договорённости с правительствами Ирана и Ирака группа выполняет боевые вылеты с аэродрома Хамадан через территорию Ирака для нанесения ударов по объектам «Исламского государства» и «Джебхат ан-Нусра». Прикрытие самолётов группы выполняли истребители Су-30СМ и Су-35С с авиабазы Хмеймим в Сирии.

### Вторжение России на Украину
Российская сторона использовала Су-34 в ходе нападения России на Украину, в том числе для запуска ракет Х-29 и Х-59 для ударов по неподвижным целям с удалённых дистанций.
По сообщениям, 28 февраля 2022 года в Харьковской области Украины было замечено не менее семи Су-34. По состоянию на 7 ноября 2022 года было подтверждено уничтожение по меньшей мере 17 единиц Су-34; как минимум один Су-34 был уничтожен при помощи ПЗРК Stinger.
Всего, по данным проекта Oryx на июль 2024 года, с начала войны Россия потеряла как минимум 30 самолётов Су-34.

#### Потери
- 1 марта 2022 года, по информации от Министерства обороны Украины, под Киевом был сбит один Су-34 (бортовой номер Красный-31 с регистрационным номером RF-81251), принадлежавший 3-му боевому полку ВВС России. Россия не подтвердила потерю; проверить обстоятельства, при которых он был сбит, не представлялось возможным — был сбит при сбрасывании ФАБ-500 на Бородянку. Второй самолёт ушёл[92].
- 5 марта 2022 года на территории Черниговской области украинскими ПВО был сбит Су-34 ВВС России (бортовой номер Красный-24, регистрационный номер RF-81879). По словам главы черниговской областной военно-гражданской администрации Вячеслава Чауса, один пилот — Александр Красноярцев — попал в плен, второй пилот погиб[93].
- 6 марта 2022 года Су-34, пилотируемый заместителем командира 47-го бомбардировочного авиаполка подполковником Максимом Криштопом, был сбит над Харьковом после сброса на Харьковскую телебашню восьми авиабомб ФАБ-500, Криштоп был взят в плен и позднее участвовал в пресс-конференции сбитых российских лётчиков[94].
- 25 апреля в соцсетях были выложены видеоролики, из которых следовало, что один Су-34 был сбит и это произошло скорее всего на территории Украины, в одном из сообщений в Twitter утверждалось, что в районе Харькова[95].
- 12 июня 2022 года по информации от ВВС Украины один Су-34 был сбит ракетой класса «земля-воздух» над городом Изюмом[90][96].
- 18 июля 2022 года в соцсетях появилось видео обломков Су-34НВО с опознавательными знаками ВКС РФ в районе Алчевска. Той же ночью жители города наблюдали, как в воздухе силами ПВО РФ был сбит некий летающий объект[97]. Самолёт принадлежал 277-му бомбардировочному авиационному полку 303-й смешанной авиационной дивизии. Номер сбитого борта RF-95890[98][99].
- 2 октября 2022 года возле города Лиман Донецкой области (бортовой номер Красный-09, регистрационный номер RF-81852)[100]
- 3 марта 2023 года над Енакиево (Донецкой области Украины) был сбит самолёт, предположительно, Су-34, принадлежавший к ВКС РФ[101].
- 13 мая 2023 года один Су-34 был сбит над селом Нижнее (Брянская область), пилот и штурман погибли[102]. Вместе с ним были сбиты входившие в ту же авиагруппу самолёт Су-35 и два вертолёта Ми-8 ВКС РФ (все члены экипажей этих летательных аппаратов также погибли). По предварительным данным, истребители должны были наносить ракетно-бомбовые удары по целям на территории Черниговской области Украины, а вертолёты их подстраховывать, чтобы в том числе подобрать экипажи Су, если они будут сбиты огнём противника[103][104][105][106].
- 22 декабря 2023 года три Су-34 были сбиты на юге Украины ракетами «земля-воздух»[107][108].
- По сообщениям ВСУ, в феврале 2024 года были сбиты не менее 10 Су-34[109][110][111].
- В ночь со 2 на 3 августа 2024 года один Су-34 был уничтожен на аэродроме Морозовск в результате налета ударных БПЛА ВСУ[112].
- 12 октября 2024 года бывший российский военный летчик Илья Туманов, администратор телеграм канала Fighterbomber, сообщил о крушении Су-34, не уточняя локацию происшествия. Экипаж погиб. По версии Fighterbomber и других российских каналов, причиной катастрофы стала техническая неисправность[113]. Другие источники пишут о возможном сбитии украинским F-16, однако, журналисты Kyiv Post нашли данную версию малоправдоподобной из-за значительных рисков, которым бы подвергался последний[114][115][116][117].
- 27 июня 2025 года два Су-34 были уничтожены и два повреждены в результате атаки беспилотников на аэродром  Мариновка[118].

## Применение для хозяйственных нужд
Самолёты были задействованы весной 2016 года для бомбометания по ледовым заторам в Вологодской области.

## Аварии и лётные происшествия
- 4 июня 2015 года около 16:30 при заходе на посадку на аэродром Бутурлиновка (Воронежская область) после выполнения планового учебно-тренировочного полёта потерпел аварию Су-34 из состава 47-го отдельного смешанного авиационного полка 105-й смешанной авиационной дивизии 1-го командования ВВС и ПВО России. Самолёт выкатился за пределы взлётно-посадочной полосы и перевернулся. Экипаж самолёта не пострадал. Впоследствии самолёт был восстановлен на Новосибирском авиационном заводе имени В. П. Чкалова и передан Сибирскому научно-исследовательскому институту авиации имени С. А. Чаплыгина[122].
- 31 июля 2018 года при посадке на аэродроме Хурба (Хабаровский край) после выполнения штатных учебных полётов Су-34 из 277-го бомбардировочного авиационного полка 303-й смешанной авиационной дивизии 11-й армии ВВС и ПВО выкатился на 500 метров за пределы ВПП. Воздушное судно повреждений не получило, пострадавших не было[123]. Причиной происшествия стал отказ системы выпуска тормозного парашюта[124].
- 18 января 2019 года при выполнении планового тренировочного полёта над акваторией Японского моря над Татарским проливом в 35 км от берега при отработке маневрирования произошло столкновение в воздухе двух Су-34 из 277-го бомбардировочного авиационного полка 303-й смешанной авиационной дивизии 11-й армии ВВС и ПВО; самолёты выполняли полёт в сложных метеорологических условиях и без боекомплекта. Экипажи обоих самолётов, четверо лётчиков, катапультировались[125][126][127][128][129], но в ходе поисково-спасательной операции спасти удалось лишь штурмана одного из экипажей[130].
- 6 сентября 2019 года во время проведения учебно-тренировочных полётов в Липецкой области в результате ошибок пилотов произошло столкновение двух Су-34. Самолёты совершили благополучную посадку. Экипажи не пострадали.
- 21 октября 2020 года во время проведения учебно-тренировочного полёта в Хабаровском крае в результате технической неисправности потерпел аварию фронтовой бомбардировщик Су-34 277-го бомбардировочного авиационного полка 303-й смешанной авиационной дивизии 11-й Краснознамённой армии ВВС и ПВО (аэродром Хурба, Хабаровский край). Экипаж катапультировался и не пострадал[131].

### Во времяроссийского вторжения на Украину
- 17 октября 2022 года, вечером, при наборе высоты с военного аэродрома ЮВО для выполнения учебно-тренировочного полёта в г. Ейске потерпел крушение Су-34 RF-81726[132]. Оба лётчика успешно катапультировались и не получили повреждений; со слов экипажа авария произошла из-за возгорания двигателей. Самолёт рухнул на многоквартирный жилой дом, расположенный по адресу ул. Коммунистическая 20/1. Из-за возгорания топлива самолёта возник сильный пожар, которому присвоили 4 категорию; огнём было охвачено сразу несколько этажей. Общее число погибших составило 15 человек, в том числе трое детей. 19 человек пострадали[133].
- 23 февраля 2023 года в Белгородской области по причине технической неисправности разбился самолёт, МО РФ заявило, что это был Су-25 ВКС РФ. Однако телеграмм-канал «Белгородский осведомитель» опубликовал фото обломков самолёта, на которых видно два хвостовых руля (у Су-25 один) и номер RF-95843[134], который соответствует самолёту Су-34 12 красный. Такой самолёт в конце 2015 года был передан в Липецкий авиацентр ВКС РФ (968-й осап ЦП им. Чкалова)[135]
- 20 апреля 2023 года около 22:15 в Белгороде произошёл взрыв на перекрёстке улиц Губкина и Ватутина. Минобороны России сообщило, что при выполнении полёта самолёта Су-34 ВКС над Белгородом «произошёл нештатный сход авиационного боеприпаса». В результате обследования территории были выявлены разрушения в четырёх квартирах многоквартирного дома по улице Шаландина[136][137][138].
- 20 сентября 2023 года в Воронежской области около 10:00 при выполнении планового учебно-тренировочного полёта потерпел аварию самолёт Су-34. Экипаж самолёта в составе двух человек катапультировался[139].
- 11 июня 2024 года Су-34 разбился в Северной Осетии во время выполнения тренировочного полёта, ударившись о скалу в районе села Дзуарикау. Два члена экипажа погибли[140][141].
- 27 июля 2024 года Су-34 разбился при выполнении планового учебно-тренировочного полёта в Волгоградской области. Экипаж катапультировался[142].
- 1 июля 2025 года Су-34 разбился при выполнении тренировочного полёта в Нижегородской области. Экипаж катапультировался[143]. Позже в больнице скончался  штурман самолета.

## В культуре
- В 2012 году Банком России в обращение выпущена серебряная памятная монета, посвящённая 100-летию ВВС с изображением Су-34, номиналом в 3 рубля и тиражом 3000 экземпляров[144].

## Лётно-технические характеристики
Источники данных

### Технические характеристики
- Экипаж: 2 человека
- Длина: 23,3 м
- Размах крыла: 14,7 м
- Высота: 6,09 м
- Площадь крыла: 62 м²
- Угол стреловидности: 42°
- Коэффициент удлинения крыла: 3,5
- База шасси: 6,63
- Колея шасси: 4,4 м
- Масса:
  - снаряжённого (с заряженной пушкой и экипажем): 22 500 кг
  - нормальная взлётная: 39 000 кг
  - максимальная взлётная: 45 000 кг
  - топливо: 12 100 кг
  - максимальная нагрузка со 100 % топлива: 10 400 кг
  - нормальная нагрузка со 100 % топлива: 4 400 кг
  - максимально допустимая нагрузка: 12 500 кг
- Двигатель: 2 × ТРДДФ АЛ-31Ф-М1
  - Тяга:
    - максимальная бесфорсажная: 2 × 8 250 кгс
    - на форсаже: 2 × 13 500[147]

  - Степень двухконтурности: 0,571
  - Масса двигателя: 2 × 1520 кг
- Максимальная эксплуатационная перегрузка: +7G

### Лётные характеристики
- Максимальная скорость:
  - у земли: 1400 км/ч
  - на большой высоте: 1900 км/ч (1,8 М)
- Перегоночная дальность: 4500 км без дозаправки (7000 км с дозаправкой)[148]
- Скорость отрыва: н/д
- Посадочная скорость: н/д
- Боевой радиус: 600—1130 км[73]
- Практический потолок: 14650[148] — 17 000 м[149]
- Тяговооружённость:
  - при нормальной взлётной массе: 0,71
  - при максимальной взлётной массе: 0,6

### Вооружение
- Пушечное вооружение: 1 × 30 мм пушка ГШ-30-1
- Узлов подвески вооружения: 12
- Наибольшая дальность применяемых боеприпасов — 250 км.[149]
- Максимальная боевая нагрузка: 8000 кг[150], 12 000 кг при боевом радиусе 1000 км[151](4000 кг при полной загрузке топлива)[152].